# Локаційний привілей
Локаційний привілей, Локація — вживаний в історико-правовій та історичній літературі термін для означення дій та документів (локаційних привілеїв) з надання населеним пунктам магдебурзького права й інших різновидів німецького права. У польських джерелах цей термін вживається щодо документів, у яких йдеться про:
- заснування міста або села на ще не заселеній території, на т. зв. сирому корчуванні;
- заснування міста на території вже існуючого села;
- реорганізацію населеного пункту після переведення його з польського права на німецьке.

## Переклад з латини
Латинське слова «locatio» та «locare» в середні віки перекладалися на польську мову:
- стосовно речей — як:
  - поставити, збудувати, закласти, заселити, скласти, сплатити;
  - запровадити, наймати, відбувати засідання суду, надати тощо;
- стосовно людей — заселити, обрати, передати до суду.

Приблизно такими ж є переклади цих слів і в латино-німецьких словниках. У правовому контексті термін «локація» деякі німецькі дослідники, зокрема Р.Коебнер, тлумачать як заснування міста на «сирому корчуванні» або надання селу статусу міста. Деякі польські науковці, напр. С.Курась, локацією називають надання німецького права старому господарсько-економічному центру. Від 2-ї половини 12 ст. в німецькій літературі термін «locare» застосовували до міст і сіл Центрально-Східної Європи, які здійснювали самоврядування за німецьким правом.

## Основні положення
Зазвичай локаційні привілеї містять 4 основні положення, а саме:
- про переведення з польського права на німецьке (у більшості локаційних привілеїв про надання польським та українським містам магдебурзького права наголошується, що ці міста переводять із польського або руського права на німецько — магдебурзьке — право);
- про звільнення від судів польського права;
- щодо визначення юрисдикції німецького права;
- щодо надання війтам та солтисам їхніх посад.

Сучасні науковці поділяють локацію (організацію міського самоврядування) на правову і просторову.

### Правова локація
Правова локація була одноразовим актом і реалізовувалася через видання відповідного локаційного привілею. Вона вважалася правовою основою заснування міста. Такий локаційний привілей, однак, міг бути виданий на різних етапах утворення міста. У Галичині локаційні привілеї на магдебурзьке право отримували здебільшого вже сформовані населені пункти. На українських землях у складі Великого князівства Литовського, зокрема на Волині, значну кількість локаційних привілеїв надано або новоутвореним містам, або містам, що виникли на місці сіл. Для багатьох із цих населених пунктів (зокрема, для Берестечка, Дорогостая, Жуків, Ляшків) локаційний привілей ставав першою письмовою згадкою про них.

### Просторова локація
Просторова локація стосувалася соціально-економічного розвитку населеного пункту і мала значну тривалість.
Деякі дослідники (зокрема С.Соханевич) розрізняють 2 стадії локації: 
- встановлення посади війта та
- надання магдебурзького права.

Право на заснування міста належало монархові. На українських землях у кожному випадку локації населеного пункту монарх надавав власникові населеного пункту привілей з магдебурзьким правом та вилучав цей населений пункт з-під влади руського й польського права. Після отримання такого локаційного привілею (правова локація) власник населеного пункту укладав угоду з війтом цього населеного пункту (просторова локація). Згодом процес локації було частково спрощено. За погодженням з монархом власник спочатку здійснював просторову локацію, а пізніше отримував відповідний привілей щодо правової локації. Монарх міг також надати власникові генеральний локаційний привілей, що стосувався всіх населених пунктів на визначеній території. Локаційними вважалися і привілеї, видані зі згоди короля власниками населених пунктів — магнатами, шляхтою, духовенством.
Населеним пунктам, що безпосередньо належали монархам, зазвичай видавали лише один локаційний привілей, такий привілей водночас встановлював і правову, і просторову локацію.

## Інші класифікації локацій
Деякі дослідники (зокрема Т.Гошко) вважають, що всі локаційні привілеї українським містам можна розділити на 7 груп: 
1. королівські привілеї містам на магдебурзьке право;
2. привілеї власникам приватних міст на магдебурзьке право та королівські грамоти із підтвердженням їх правомірності;
3. привілеї окремим особам на війтівство;
4. привілеї, внаслідок яких уже в межах запровадженого самоврядування уточнювалися взаємини міщан з іншими категоріями міських мешканців, представниками державного та місцевого управління, церквою;
5. грамоти, що розширювали спектр дарованих міщанам привілеїв;
6. привілеї, які підтверджували магдебургію;
7. привілеї, що компенсували втрати місцевої влади через використання норм магдебурзького права.

Деякі дослідники (зокрема М. П. Ковальський) класифікують документи, надані українським містам, таким чином: 
1. локаційні грамоти (дозволи на заснування міст і містечок у населених раніше місцях або на перетворення невеликих поселень і сіл на міста з наданням їм привілеїв на ярмарки й торги);
2. привілеї містам та містечкам на ярмарки та торги;
3. грамоти на надання містам магдебурзького права (магдебурзькі грамоти);
4. локації, ревізії, описи міст та містечок;
5. цехові статути (див. Цехи);
6. декрети, скарги, протекції та ін. приватно-правові акти.

Ця класифікація, однак, стосується лише самоврядування українських міст у складі ВКЛ, Корони Польської й Речі Посполитої (вона не поширюється на локаційні привілеї українським містам у складі Гетьманщини і Російської імперії). Крім того, існували особливості надання магдебурзького права українським селам Галичини.
Локаційний привілей у багатьох випадках із точністю до дня встановлював початок функціонування міста. Цей день вважався днем народження міста (це заохочувало власників населених пунктів, які ставали тепер «засновниками міста», отримувати локаційні привілеї).
При наданні магдебурзького права траплялися випадки видачі містам повторних локаційних привілеїв. На думку дослідників, це засвідчує тривалість і складність локаційних процесів. Це могло бути пов'язано з: а) підвищеною увагою до особи, а не до інституції; б) нормою магдебурзького права, за якою документ, що не був реалізований у життя впродовж 10 років, утрачав чинність; в) невдачею попередньої локації через несприятливі обставини.
Польський дослідник К.Бучек вказує також на те, що видання квазілокаційних привілеїв могло бути пов'язане з приховуванням оригіналів привілеїв від спадкових війтів.

## На українських землях
На укр. землях у складі ВКЛ, Корони Польської та Речі Посполитої, як і на польських, литовських і білоруських територіях, існувала практика кількаразового підтвердження локаційних привілеїв кожним наступним керівником держави (зокрема, Львів отримував підтверджувальні привілеї на магдебурзьке право, які розширювали його пільги та привілеї, 1413, 1419, 1431, 1513, 1535, 1571, 1630). Ця практика збереглася і після входження України до складу Російської держави, а згодом — Російської імперії.
У випадку, коли місто втрачало локаційний привілей (оригінал), керівництво міста намагалося отримати новий привілей. Від 16 ст. діяла спеціальна комісія, затверджена королем, що розглядала питання втрати містами локаційних привілеїв. Лише після її висновків король видавав нові привілеї.
Локаційні привілеї укладали за визначеним формуляром (шаблоном). Структурно вони мали 3 осн. частини: протокол (сюди входили інтуляція й інскрипція), текст (оренда, промульгація, нарація, диспозиція, корроборація), есхатокол (тестація, субскрипція, латум, апрекація).
Важливою складовою локаційних привілеїв було звільнення населених пунктів від сплати мит, окремих податків і зборів. Цьому сприяла конституція сеймова від 22 квітня 1598 (див. Конституції сеймові), згідно з нею, всі новоутворені міста звільнялися від сплати податків на 8 років. Основна частина змісту локаційних привілеїв стосувалася забезпечення інтересів власника, функціонування основних галузей міської економіки та врегулювання взаємостосунків між власником і мешканцями міської громади. У первинних локаційних привілеях досить мало міститься інформації про устрій міст (у наступних привілеях її обсяг збільшувався).
Українські міста звільняли від сплати податків, зборів та мита після турецько-татарських нападів чи пожеж.
Значна кількість локаційних привілеїв стосувалася надання містам права на проведення торгів і ярмарків, які були основними джерелами підвищення їх соціально-економічного статусу. В привілеях для великих міст, зокрема Львова, Самбора, йшлося про надання їм права складу. У локаційних привілеях містилася також інформація про розширення території міст і надання їх мешканцям земельних ділянок за містом. Часто локаційні привілеї описували діяльність і повноваження органів місцевого самоврядування: війта, радників, бурмистрів, лавників та ін.
Тексти Л.п. відомі за записами у книгах Литовської метрики. Вони мають характерні заголовки: «функція містечка», «осада містечка», «вольность на заснування міста», «лист осади містечка». Деякі з них опубліковані. Зокрема, в збірнику «Архив Юго-Западной России» є тексти локаційних привілеїв на заснування: Чуднова (1507), Звягеля (1519), Черняхова (1529), Ухабної, Городища (обидва 1541), Берестечка (1547), Литина, Янева (обидва 1578), Переяслава (1585), Чигирина, Іскоростеня (обидва 1589), Олександріва, Богуслава (обидва 1591), Нових Вишківців (1592), Михайлова (1597), Костюківщизни (1601), Бобровиці (1602), Бикова (1605).